# محوطه سایان
محوطه سایان در شهرستان زنجان، روستای سایان واقع شده و این اثر در تاریخ ۵ آذر ۱۳۸۰ با شمارهٔ ثبت ۴۲۴۱ به‌عنوان یکی از آثار ملی ایران به ثبت رسیده است.